# Marianne Reussing
Marianne Reussing, geborene Wedekind, oder Wittekindt (* 15. Juli 1757 in Eisenach; † 1831 ebenda; vollständiger Name: Maria Jacobina Johanna Friederica Marianne) war eine deutsche Romanautorin.
Marianne wurde am 15. Juli 1757 als Tochter des Stadtsyndikus und Hofadvokaten Wedekind in Eisenach geboren. Sie war verheiratet mit dem in Eisenach bekannten Arzt und Obermedizinalrat Heinrich Christian Theodor Reussing. Durch ihre Freundschaft mit Eleonore Röder (1753–1807), später verheiratete Geheimrätin Thon und den Umgang mit oft älteren Menschen und Verwandten, kam sie schon früher in Kontakt mit den unterschiedlichen Verhältnissen und Gesinnungen als üblich. Neben dem Sammeln der Briefe von Freunden begann Reussing auch eigene Bemerkungen und Gefühle niederzuschreiben. Das Unglück eines nahen Verwandten veranlasste sie dazu, die einzelnen Blätter in ein Ganzes zu bringen, um mit dem Ertrag die betroffene Person zu unterstützen. So entstand der Roman Karl Strube. Weiterhin beschränkte sie ihr Glück auf das häusliche Leben und ihre Freundschaften.

## Werke
- Karl Strube. Eine Geschichte aus gesammelten Briefen von ihm selbst und seinen Freunden. Bände 1–2, Baerecke. Eisenach 1784.
- Karl Strube. Eine Geschichte aus gesammelten Briefen von ihm selbst und seinen Freunden. Band 3, Baerecke. Eisenach 1789.
- Karl Strube. Eine Geschichte aus gesammelten Briefen von ihm selbst und seinen Freunden. Neue Ausgabe. Bände 1–2, Leipzig 1805.